# Waker up i Christne alle
Waker up i Christne alle (tyska: Wachet auf ihr) är en tysk psalm av Michael Franck som bygger på Matteusevangeliet 25. Psalmen översattes till svenska och fick titeln Waker up i Christne alle.

## Publicerad i
- Göteborgspsalmboken 1650 under rubriken "Om Himmlerijket och Helwetit".[2]
- Den svenska psalmboken 1694 som nummer 245 under rubriken "Psalmer öfwer Några Söndags Evangelier".[3]
- 1695 års psalmbok som nummer 202 under rubriken "Psalmer Öfwer några Söndags Evangelier".[1]